# S2 (S-Bahn Rhein-Main)
S2 is een van de negen lijnen die onderdeel zijn van het S-Bahn Rhein-Main-netwerk. De S-Bahn is een regionale metro die de verre buitenwijken en voorsteden verbindt met het centrum van Frankfurt am Main. S2 werd geopend in 1978 en de laatste verlenging vond plaats in 2003. Toen werd de traject van Offenbach tot Dietzenbach geopend. De lijn loopt van Niedernhausen naar Dietzenbach. De S2 is dagelijks in bedrijf tussen ongeveer vier uur 's ochtends en één uur 's nachts. Gedurende het grootste deel van de dag rijdt er per lijn per richting elke 30 minuten een trein; in de spits wordt de frequentie verhoogd naar 15 minuten.

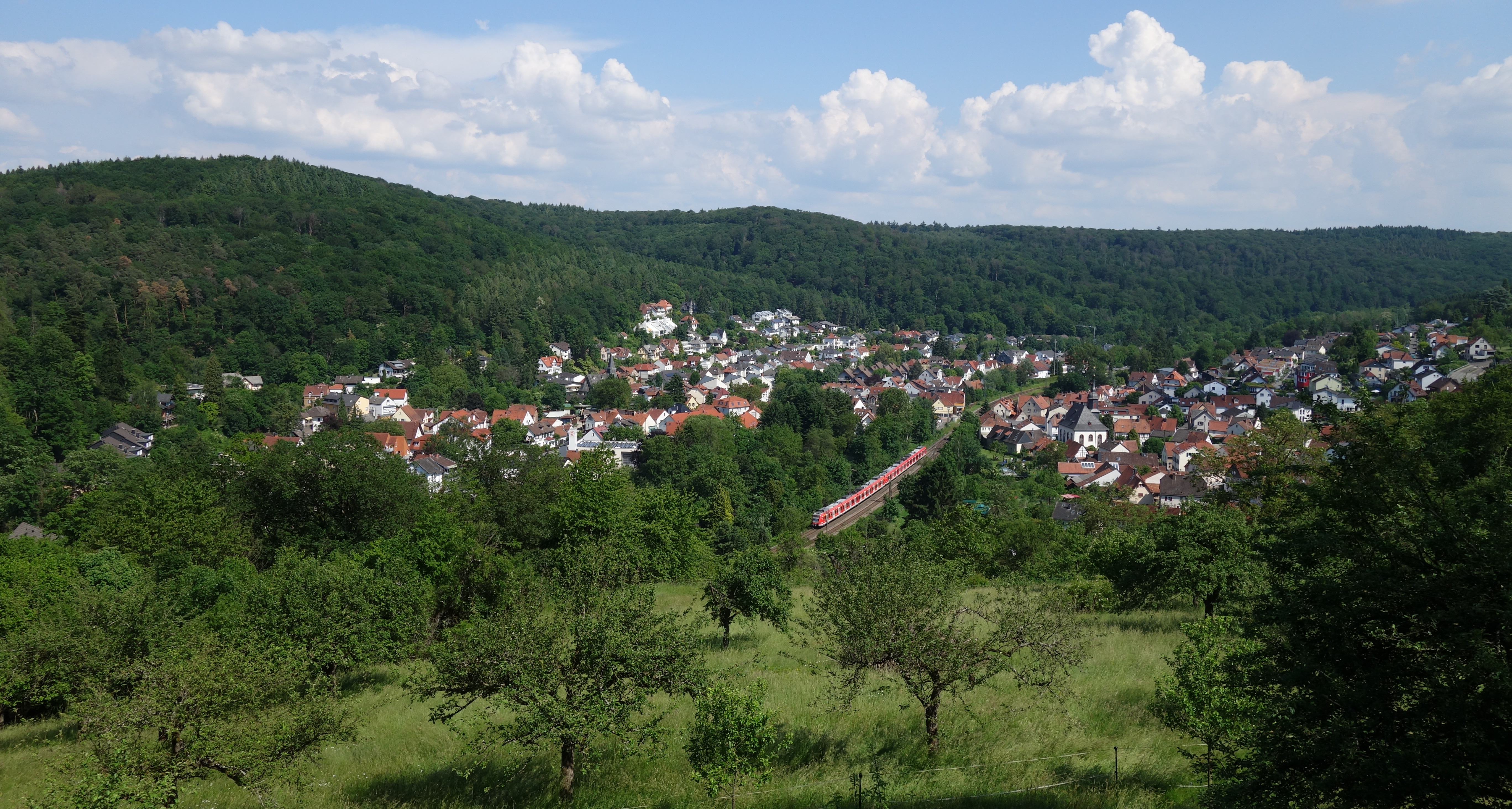
Baureihe 423 als S2 in Lorsbach

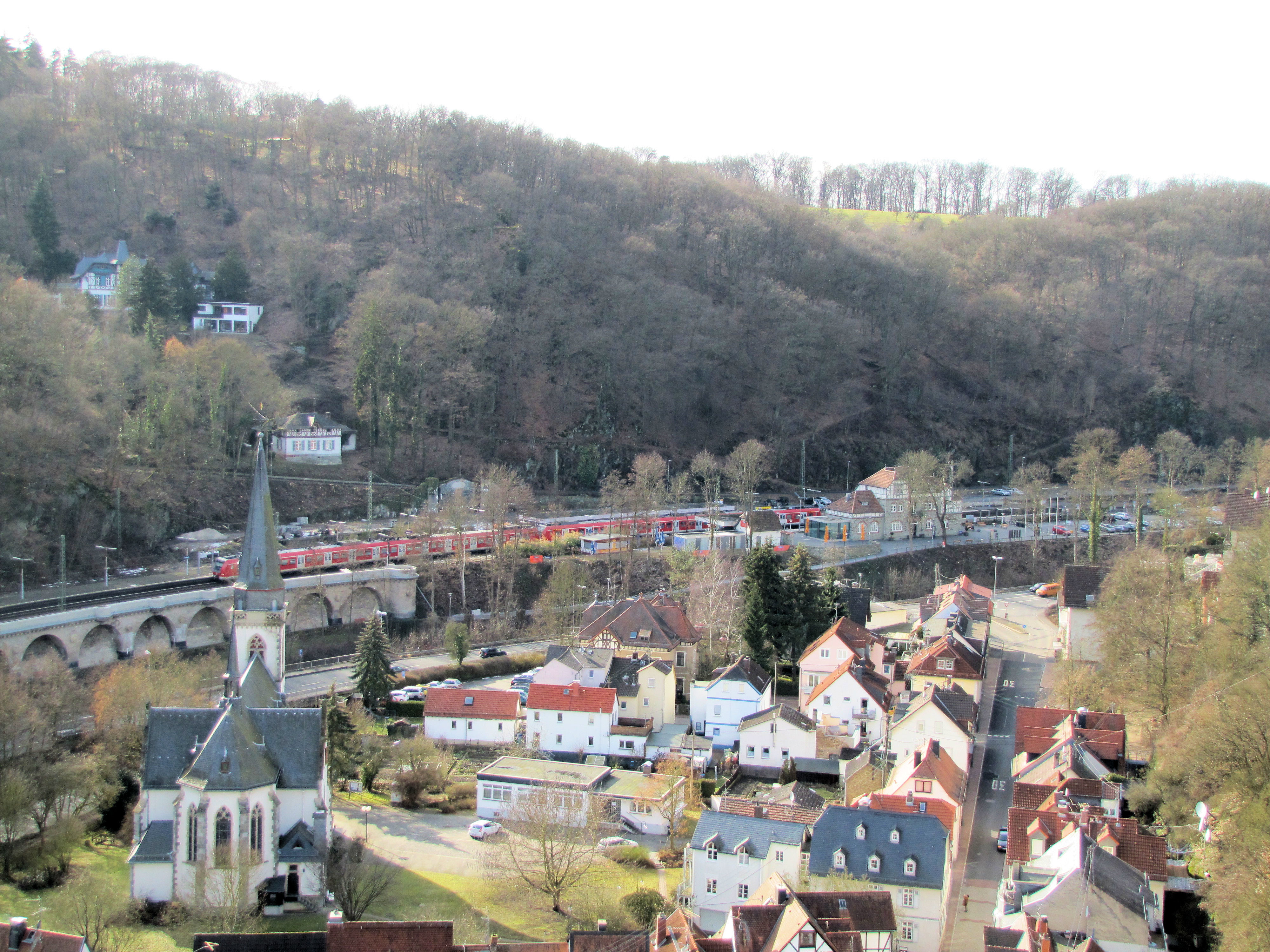
De S2 in Eppstein